# Lembach (Bas-Rhin)
Lembach ist eine französische Gemeinde mit 1531 Einwohnern (Stand 1. Januar 2021) im Département Bas-Rhin in der Region Grand Est (bis 2015 Elsass). Sie ist Teil des Biosphärenreservats Pfälzerwald-Vosges du Nord.

## Geografie
Lembach liegt im Tal der Sauer, umgeben von den Wäldern und Sandsteinfelsen des Gebiets der in Frankreich so genannten Nordvogesen, an der Route départementale 3. Zu Lembach gehören die Ortsteile Mattstall, Pfaffenbronn, Disteldorf, Eichholz, Ziegelhutte, Steinacker und Gimbelhof.

## Geschichte
Lembach wird erstmals 786 unter dem Namen Lunombuacharo marca erwähnt als Besitz der Abtei Wissembourg. Das Dorf liegt wahrscheinlich an einer alten Römerstraße. In den Archiven der Herren von Fleckenstein findet man Lunenbuoch (1327), Lonenbuch (1358), Lönbuch (1422) und schließlich Lanbach (1481). Die beiden Ortsteile rechts und links der Sauer wurden bald aufgeteilt in Flecken und Dorf. Der Flecken gehörte bis 1789 zum Bistum Straßburg, das Dorf war Allodialbesitz der Herren von Ettendorf, einer elsässischen Adelsfamilie, welcher der Straßburger Bischof auch das Lehen des Fleckens übertrug.
Die Ettendorfer gaben 1327 die Herrschaft über beide Ortsteile an die Herren von Fleckenstein ab. 1675 wurde der Flecken von französischen Truppen unter Ludwig XIV. verwüstet und ging an die Krone von Frankreich, die ihn später an die Familie Rohan-Soubise als Lehen vergab. Das Dorf blieb geteilt bis zur Französischen Revolution. Die beiden Teile wurden unterschiedlich behandelt: die Bewohner des Flecken mussten Steuern zahlen, die Bewohner des Dorfs waren davon befreit.
Lembach war einer der ersten französischen Orte, die im Deutsch-Französischen Krieg von deutschen Truppen besetzt wurden. Der damals 11 Jahre alten Georges Müller hat 1894 seine Erinnerungen an den Beginn des Kriegs veröffentlicht unter dem Titel Kriegserinnerungen eines Elsässers 1870–1871, in französischer Übersetzung 2020 neu aufgelegt.
Bei Lembach verlief in der Zwischenkriegszeit des 20. Jahrhunderts ein Teilstück der Maginot-Linie, deren Spuren bis heute ausgeprägt vorhanden sind. Westlich des Ortes tobten hier während des Zweiten Weltkriegs am 19. Juni 1940 schwere Kämpfe. Bis zum Abend dieses Tages hatte die deutsche
215. Infanterie-Division die Maginot-Linie in diesem Raum durchbrochen.
| Jahr      | 1962 | 1968 | 1975 | 1982 | 1990 | 1999 | 2007 | 2017 |
| Einwohner | 1742 | 1799 | 1782 | 1681 | 1710 | 1689 | 1728 | 1540 |

## Disteldorf

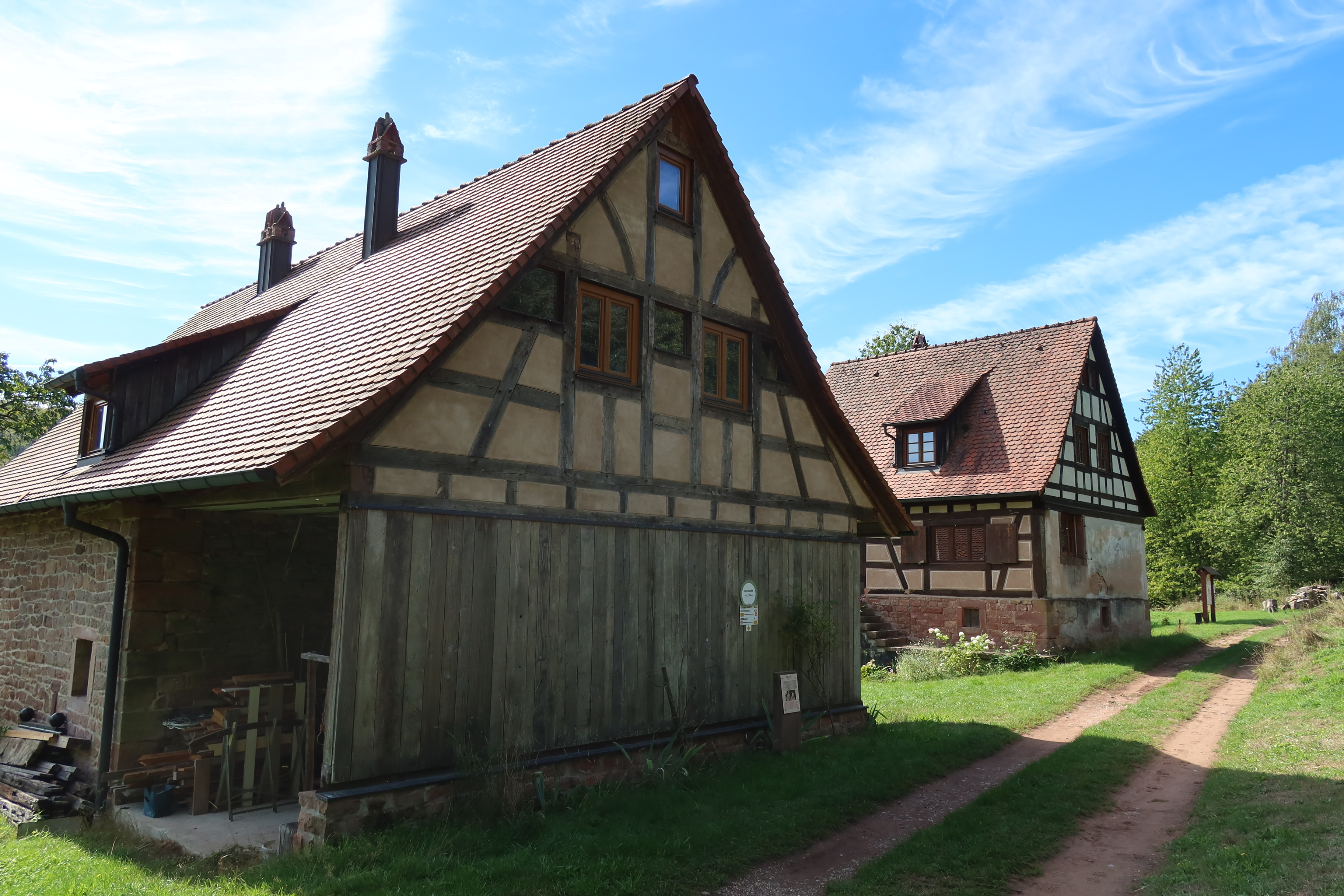
Disteldorf

Disteldorf ist der kleinste Ortsteil von Lembach. Der Weiler besteht aus 3 Gebäuden und hat 17 Einwohner (2013). Er ist nur über einen Waldweg erreichbar. Disteldorf wurde im 17. Jahrhundert als Köhlerdorf gegründet, in der näheren Umgebung existierten 5 Glasfabriken. Im 19. Jahrhundert lebten mehr als 100 Einwohner in 12 Häusern, und es gab eine einklassige Schule und eine Kapelle. Nach dem Anschluss Elsass-Lothringens an das Deutsche Reich (1871) sank die Nachfrage nach Holzkohle und die Männer gingen als Waldarbeiter in die Pfalz und nach Rheinhessen. Sie kehrten nur ein- bis zweimal im Jahr zu ihren Familien zurück. Disteldorf wurde im Zweiten Weltkrieg 1940 durch Beschuss von der Maginot-Festung „Four à Chaux“ schwer beschädigt und 1942 von deutschen Truppen abgerissen. Die Einwohner waren zuvor, wie die meisten Einwohner des Nord-Elsass, ins Departement Haut-Vienne evakuiert worden. Nach dem Krieg kehrte nur eine Familie zurück und baute ihre Häuser wieder auf.

## Gimbelhof

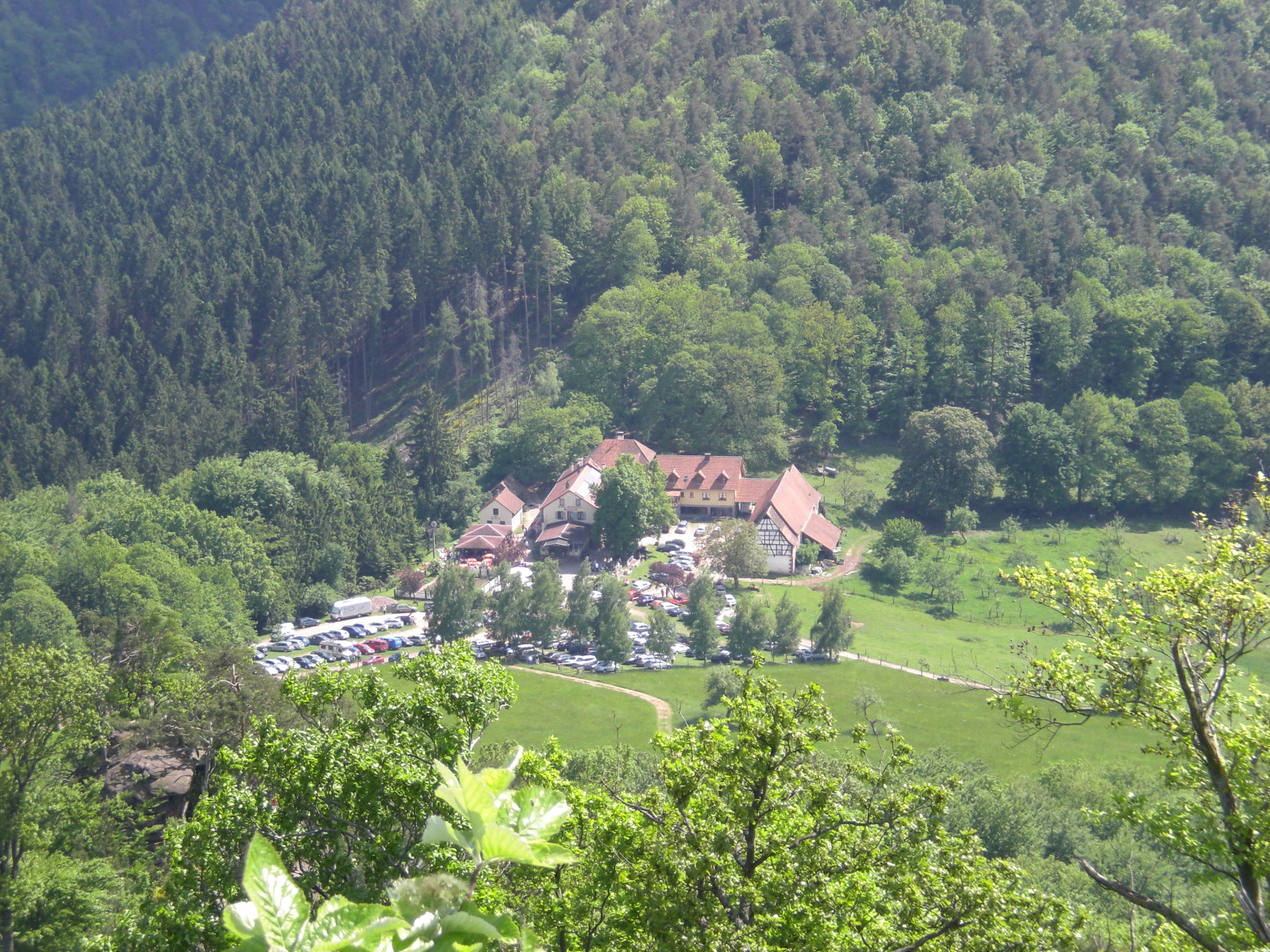
Gimbelhof

Der Gimbelhof ist ein ehemaliger Bauernhof, heute Hotel-Restaurant, ca. 5 km von Lembach entfernt, auf einer Anhöhe über dem Fleckensteiner Weiher, an der Grenze zur Gemarkung von Wingen. Die erste Erwähnung der Besiedelung findet man 1760 unter dem Namen Roehrentalerhof. Gegen Ende des 18. Jahrhunderts verschwindet diese Bezeichnung und wird durch Gimpelbronn ersetzt. Im Jahr 1831 erscheint der Ort erstmals in einem Kataster von Lembach unter dem Namen Gimbel. Schließlich wurde nach 1871 die Bezeichnung Gimbelhof amtlich eingeführt. Der Hof war zunächst ein Bauernhof, hauptsächlich Viehzucht, nach 1871 wurde der Tourismus bedeutender, vom Gimbelhof hat man eine schöne Sicht auf die Ruinen der Burg Fleckenstein und mehrere Wanderwege führen hier vorbei. Seit 1830 gehört der Hof der Familie Metz, die heute ein großes Restaurant und Hotel betreibt. Seit 1915 werden hier Rinder der alten Rasse Vogesenrind (Vosgienne) gezüchtet.

## Kultur und Sehenswürdigkeiten
Lembach ist von vielen in den Sandstein gehauenen Burgen umgeben. Deren bedeutendste ist der Fleckenstein aus dem 12. Jahrhundert, aber auch die Hohenburg und der Löwenstein sind sehenswert und haben als staufische Festungen eine bedeutende Vergangenheit. Im Zentrum stehen die zwei bedeutsamen Kirchen des Ortes: die evangelische Kirche von 1750 mit mittelalterlichem Turm und die neugotische katholische Kirche aus dem 19. Jahrhundert. Unter Denkmalschutz steht auch die altlutherische Kirche St-Paul am südlichen Ortsrand.

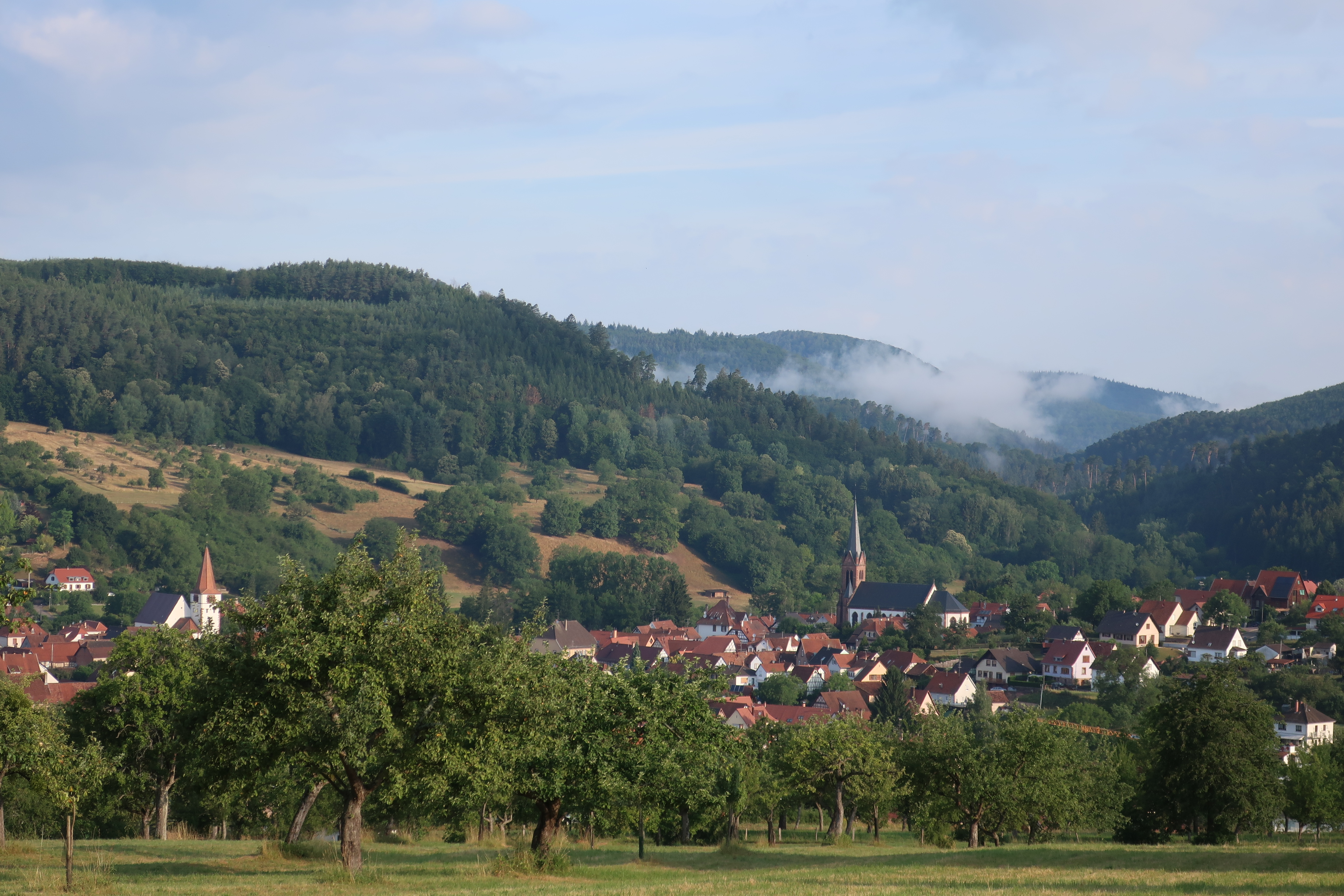
Lembach im Elsass

### Das Herrenhaus der Vitzthum
Die Adelsfamilie Vitzthum von Egersberg erwarb im 17. Jahrhundert ein Gebiet im Nord-Elsass und der Pfalz als Allodialbesitz vom Bischof von Trier und ließ sich zuerst in Schaidt (Pfalz) nieder. Juliana Sidonia von Fleckenstein (1672–1735) heiratete Ignatz Ludwig Vitzthum von Egersbach und sie bauten sich in Lembach ein Herrenhaus, das genaue Datum ist unbekannt, man nimmt 1712 an. Sie reorganisierten die Steuererhebung und die Besitzverhältnisse. In der Revolution 1792 wurden die Adligen vertrieben, das Herrenhaus wurde geplündert und später verkauft als Nationalgut. Das Herrenhaus stand lange leer, es ist in Privatbesitz und wurde von 2015 bis 2021 renoviert. Die Renovierung und das renovierte Haus wurde vom französischen Regionalfernsehen dokumentiert.

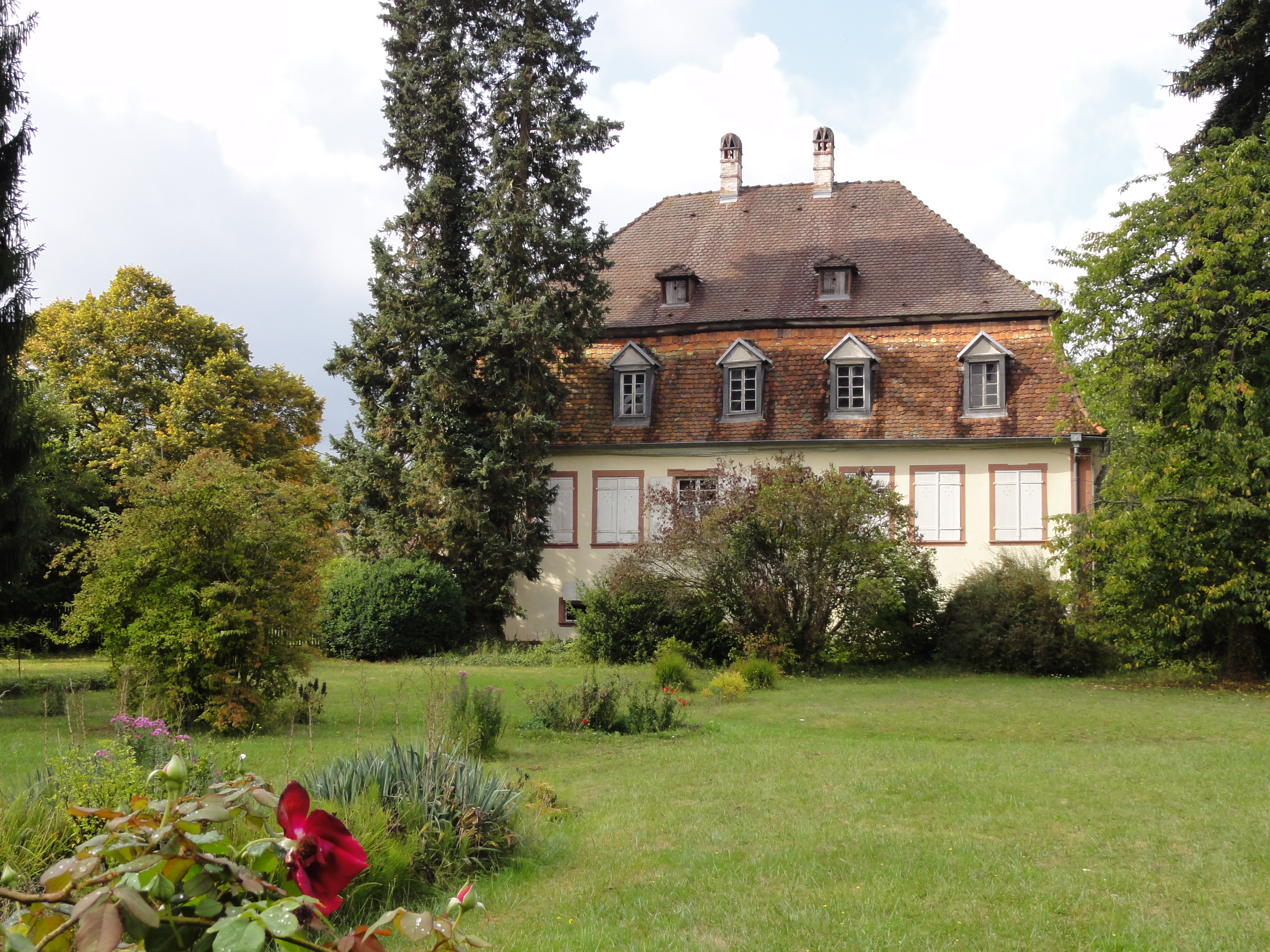
Lembach Herrenhaus

### Die Kirchen
Die Beschreibung folgt.

#### Die evangelische Kirche
Dies Kirche ist die älteste in Lembach. Das genaue Baujahr ist nicht bekannt, aber 1356 wird sie erstmals erwähnt. Dazu passt der spät-romanisch/früh-gotische Stil. Besonders sehenswert ist die Kanzel mit ihrem Fuß aus Buntsandstein, der den Baum des Lebens darstellt. Nach der Reformation 1543 wurde sie protestantisch, 1716 wurde sie zu einer Simultankirche. Ende des 19. Jahrhunderts entstanden Spannungen zwischen der katholischen und evangelischen Gemeinde, 1907 zog die katholische Gemeinde in die neue Kirche auf der linken Sauer Seite um.

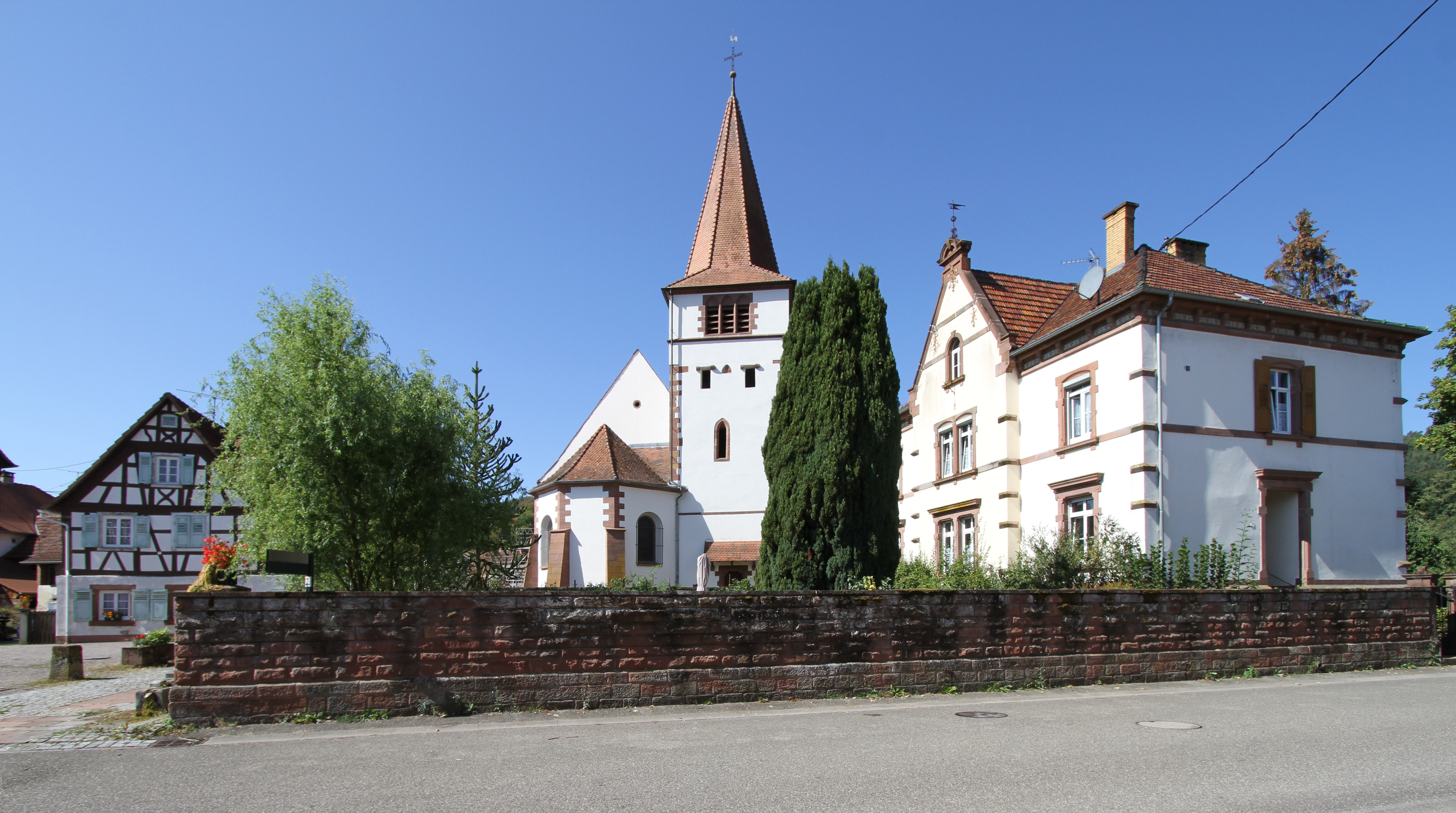
Evangelische Kirche

#### Die katholische Kirche
Ab 1884 wurden auf Anregung des Priesters Lang mit den Planungen einer eigenen, katholische Kirche begonnen. Das Projekt wurde vom Deutschen Reich unterstützt, welches nach und nach alle Simultankirchen ablöste. 1905 wurde der Grundstein der neuen Kirche gelegt, 1907 war ihre Einweihung. Der Stil ist neo-gotischer Historismus.

#### Die evangelisch-lutherische Kirche
Freikirchen sind im Elsass verbreitet, auch in Lembach beschloss die altlutherische Gemeinde 1909, eine eigene Kirche zu bauen, die Kirche St-Paul. Der Bau zog sich bis ins Jahr 1924 hin, als die Kirche eingeweiht werden konnte. Im Krieg wurde sie stark beschädigt und mit amerikanischer Hilfe 1948 wieder errichtet.

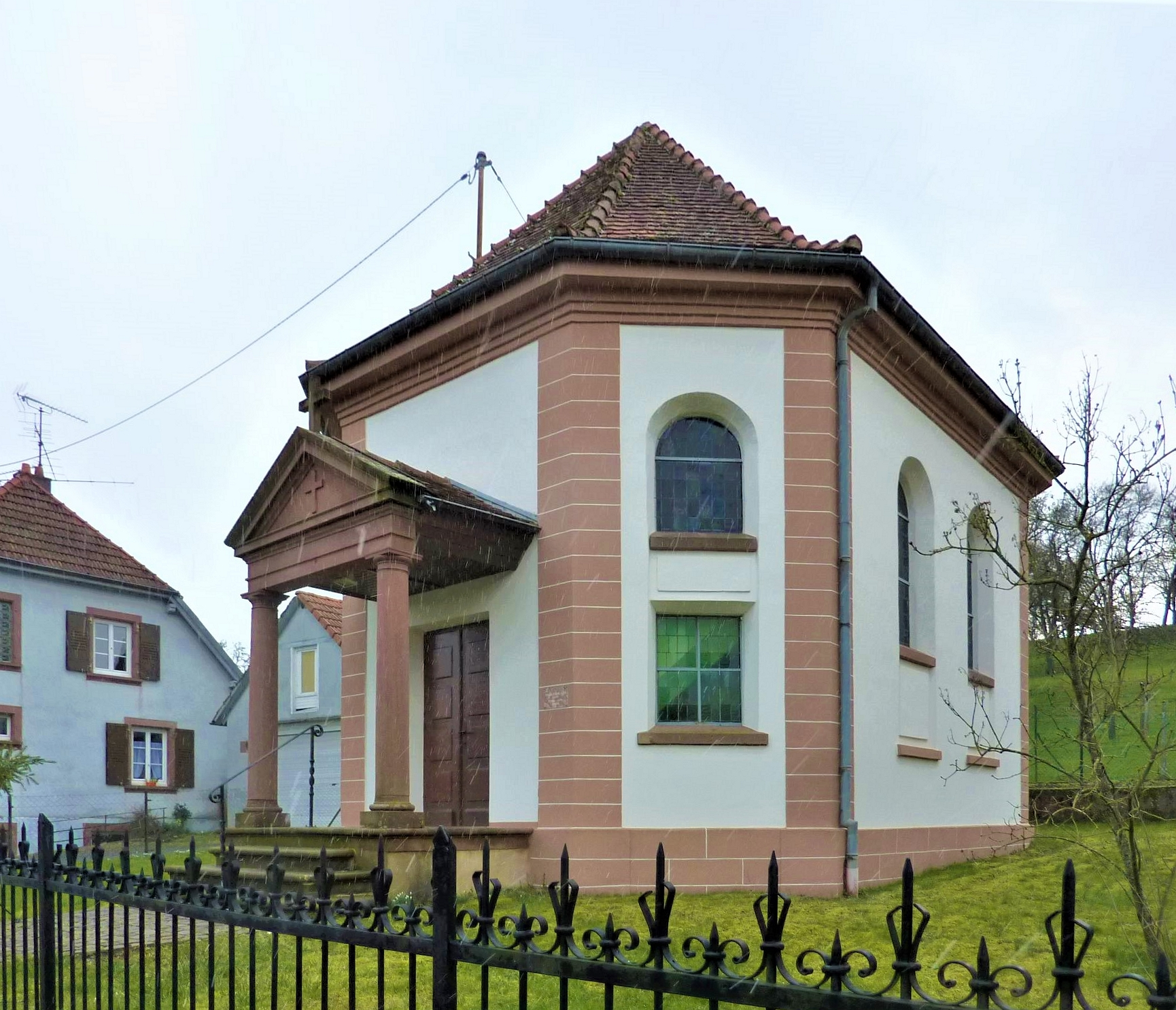
Lembach – Die evangelisch-lutherische Kirche St-Paul

#### Die Synagoge
Die ersten Nachweise einer jüdischen Gemeinde in Lembach gehen auf das 18. Jahrhundert zurück. 1756 wurden vier jüdische Familien gezählt. Nach und nach siedelten sich mehr jüdische Familien an, 1808 zählt die Gemeinde 124 Mitglieder. Ab 1832 wurde eine Synagoge gebaut, die 1834 eingeweiht wurde. 1940 wurde sie vom Reichsarbeitsdienst zerstört. Der Ablauf der Zerstörung ist umstritten, man findet aber in den umliegenden Gebäuden in der rue de la synagoge Reste mit hebräischen Inschriften. An die Synagoge erinnern ein kleiner Turm und eine Gedenktafel.

## Bildung
Lembach hat eine Grundschule, die École primaire Henri Mertz.

## Freizeit und Tourismus
Lembach ist weit über die Landesgrenzen hinaus vor allem durch das Haute-Cuisine-Restaurant Cheval Blanc als Pilgerziel für Feinschmecker bekannt. Der Vogesenclub hat im Umkreis viele Wanderwege markiert, die auch zu sämtlichen Burgruinen und pittoresken Felsen führen. Nachdem der Bahnverkehr eingestellt worden war, wurde die Trasse in einen Radweg umgewandelt, der von Lembach durch das Sauertal über Woerth nach Walbourg führt. 2019 beschlossen die französischen und deutschen Gebietskörperschaften, den Radweg bis Schönau in Deutschland zu verlängern. 2020 wurde der erste Abschnitt bis zum Fleckensteiner Weiher eröffnet.

### Cheval Blanc
Das Cheval Blanc war ursprünglich eine Poststation unter dem Namen „Weißes Rössel“; das Gebäude wurde 1822 erbaut. 1830 machte Jean-Baptiste Barrès, Großvater von Maurice Barrès, hier Rast als Offizier der französischen Armee. Der Gasthof wurde damals von Georges Heyer geführt, selbst ein ehemaliger Offizier Napoleons. 1907 übernahm Ferdinand Mischler aus Schönau (Pfalz) den Gasthof. Sein Sohn übergab ihn in den 1960er Jahren an seinen Sohn Fernand Mischler, der den Gasthof in ein Haute-Cuisine-Restaurant umwandelte, 1968 erhielt er den ersten Michelin-Stern, wenige Jahre später den zweiten, den er bis 2008 behielt, als er das Restaurant an Pascal und Carole Bastian übergab. Durch den Wechsel verlor das Restaurant seine Sterne, die es aber 2008 und 2009 zunächst wiedergewann, bis es im Jahr 2024 schließlich auf einen Michelin-Stern herabgestuft wurde. Pascal Bastian hat einen Teil seiner Ausbildung im Cheval Blanc absolviert.
Neben der Funktion als touristische Attraktion spielt das Cheval Blanc eine wichtige Rolle in der Gemeinde: mit bis zu 45 Angestellten und einem Umsatz von ca. 2,8 Millionen € (2015) ist es der größte Arbeitgeber. Die meisten Köche der Haute-Cuisine-Restaurants in den Nordvogesen sind im Cheval Blanc ausgebildet worden, aber auch viele Angestellte in der normalen Gastronomie haben hier ihr Handwerk gelernt. 

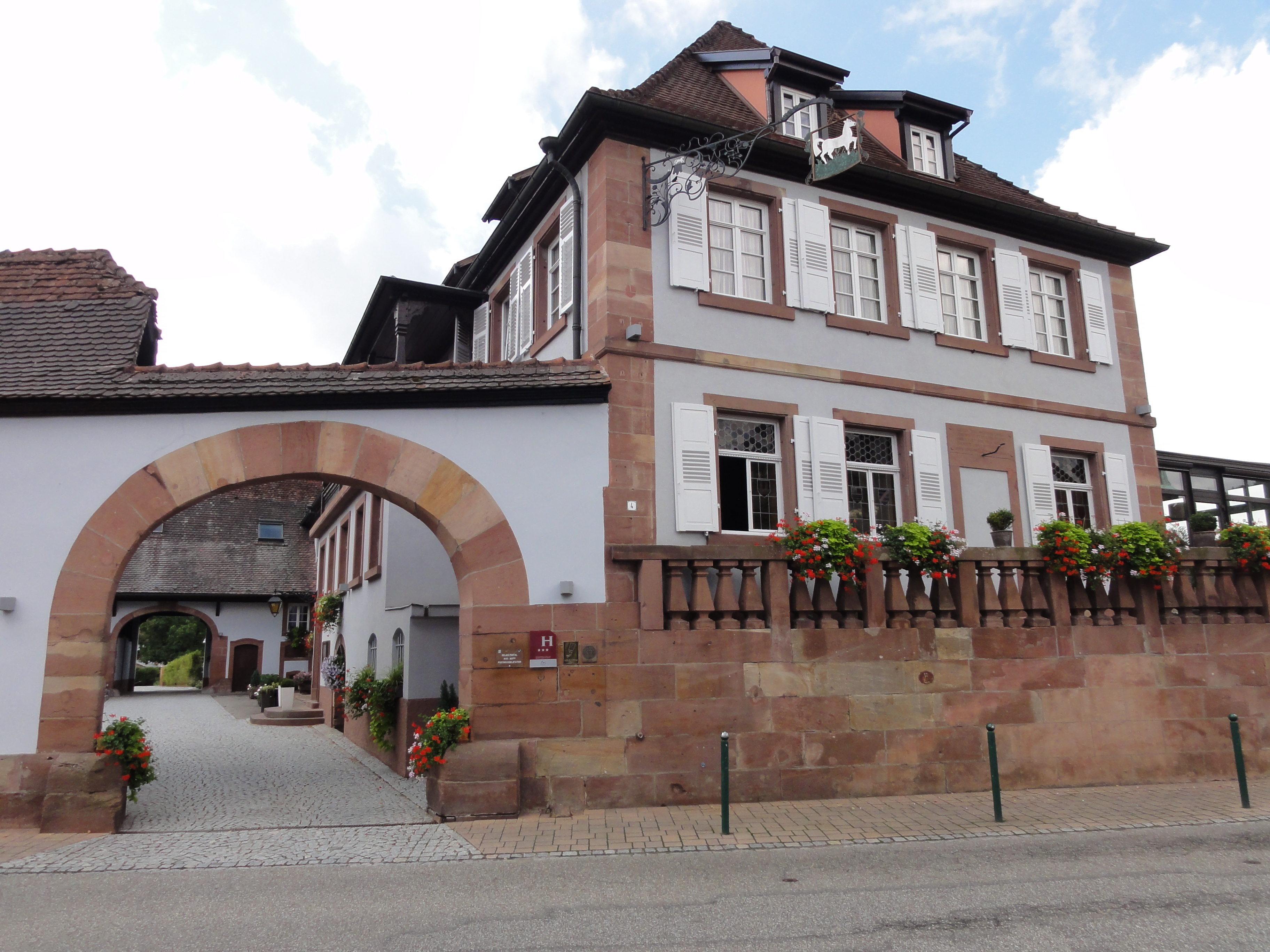
Lembach Restaurant Cheval Blanc

## Wirtschaft
Bis zum Ende des Mittelalters war Lembach eine autarke Agrarwirtschaft. Alle Materialien, die zum Bau der Häuser notwendig waren, sind auf dem Gebiet der Gemeinde vorhanden, Flurnamen zeugen heute noch davon. Südlich, an der Mündung des Schmelzbachs in die Sauer liegt der „Four à Chaux“ (Kalkofen), der kleine Hügel besteht aus Kalkstein, etwas weiter den Schmelzbach aufwärts steht der Hof „Ziegelhütte“, der früher eine Ziegelei war. Am nördlichen Ende des Orts im Tal der Sauer liegt der aufgelassene Steinbruch, aus dem die roten Sandsteine stammen.
Ab dem 17. Jahrhundert wurde die Nutzung der Wälder bedeutend: mehrere Glas- und Eisenhütten hatten Bedarf an Holzkohle, die in Lembach und Umgebung produziert wurde. Zusätzlich wurde Bauholz exportiert, im 18. Jahrhundert betrieben Holländer eine Bauholzproduktion im Ort. Die verbesserte Verkehrsanbindung im 19. Jahrhundert verbesserte auch die wirtschaftliche Situation. Ab 1865 wurde eine Straße nach Woerth gebaut, 1899 wurde die Eisenbahnlinie Lembach, Woerth, Walbourg eröffnet. Mehrere Sägebetriebe verarbeiteten das Holz der umliegenden Wälder.
Anfang des 20. Jahrhunderts bescherte der Bau der Maginot-Linie dem Ort einen wirtschaftlichen Aufschwung durch die vielen Bauarbeiter. Nach dem Zweiten Weltkrieg begann ein Niedergang: von den Sägewerken überlebten nur zwei Betriebe, kleine Transportunternehmen mussten schließen, die Zollstation wurde 1993 geschlossen, ebenso die Gendarmeriekaserne 2012.
Die Gemeinde bemüht sich mit Erfolg, die Geschäfte des täglichen Bedarf zu erhalten, es gibt zwei Bäckereien, zwei Metzger, einen kleinen Lebensmittelmarkt und eine Tankstelle. Als die Postfiliale 2010 geschlossen wurde, richtete die Gemeinde eine Poststelle in der Touristeninformation ein.

### Die Sägemühle Ehrstein
Die Sägemühle der Familie Ehrstein geht zurück auf die Fleckmühle, die seit dem Jahr 1327 belegt ist. Die Mühle befand sich im „Flecken“, sie wurde im 18. Jahrhundert neu gebaut und wurde in der Französischen Revolution von der Familie Ehrstein erworben. 1801/1802 wurde für den Müller Peter Ehrstein und seine Frau das Nebengebäude mit Schuppen und Keller (datiert) und wahrscheinlich auch die Scheune erbaut. 1817 baute er eine Erweiterung des Schuppens und übertrug die Mühle an seinen Sohn Jacob. Nach der Scheune wurde vermutlich ebenfalls im 1. Viertel des 19. Jahrhunderts das Wirtschaftsgebäude im Erdgeschoss mit Stallungen und einer Waschküche angebaut. Zu Beginn des 20. Jahrhunderts wurde das Sägewerk angebaut, von dem das Holzgebäude am linken Flussufer erhalten ist. Die neuen Einrichtungen des heutigen Sägewerks stammen aus dem Jahr 1986. 2023 nahm die Sägemühle eine neue Aktivität auf: die Herstellung von Fassdauben aus Eiche für Barrique-Fässer für Bordeaux-Weine.

### Köhlerei

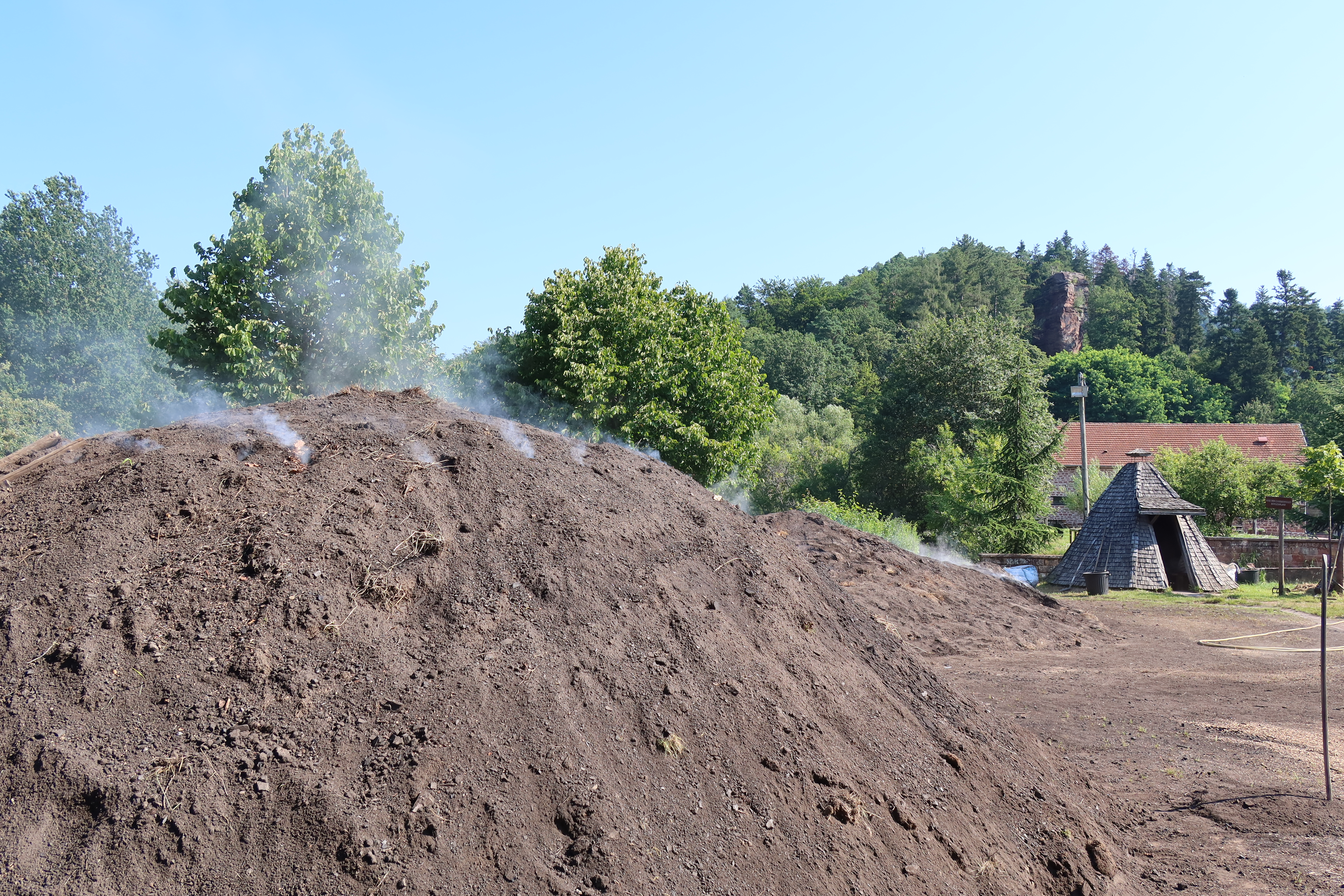
Meiler bei der Burg Fleckenstein

Jahrhundertelang war die Köhlerei ein wichtiger Wirtschaftszweig in Lembach, erste schriftliche Nachweise findet man im Jahr 1603, als eine Appolina, Tochter von Hans Schuster, genannt Kohlhans (Hans der Köhler), im Taufregister eingetragen wurde. Wenige Jahre später findet man öfter den Beruf Kohlenbrenner in den Archiven. Wie oben bei Disteldorf aufgeführt, arbeiteten sie zuerst für die Glashütten, später ab dem 18. Jahrhundert für die Eisenhütten, besonders die der Familie De Dietrich in Jaegerthal und Umgebung. Die Köhler wohnten oft außerhalb von Lembach im Wald, neben Disteldorf auch in Trautbronn und in Wengelsbach. Ab dem 19. Jahrhundert verdrängte die Steinkohle, genauer der Koks, die Holzkohle in der Eisenerzeugung. Heute wird die Tradition durch einen Köhlerverein wachgehalten, der einmal im Jahr mehrere Meiler bei der Burg Fleckenstein aufbaut und brennt.

## Diverses
Im Jahr 1892 wanderte der 17-jährige Jaques Schweickart in die USA aus. 7 Jahre später bewirtschaftete er mit seiner Schwester Catherine erfolgreich eine eigene Farm in New Jersey und suchte eine Ehefrau. Er schrieb seiner Mutter in Lembach, dass er am liebsten „eine Elsässerin und am allerliebsten eine Lembacherin heiraten würde“. Seine Mutter schlug ihm Louise Müller aus Lembach vor. Die beiden schrieben sich mehrfach, dann reiste Louise in die USA und sie heirateten. Der Enkel diese Paars war der Astronaut Rusty Schweickart, der Lembach am 3. Juni 1969 besuchte.

## Persönlichkeiten
- Charles Émile Altorffer (1881–1960), Pastor in Lembach (ab 1919), Abgeordneter (1919–1928), Bürgermeister von Straßburg (1955–1959)
- Paul Bertololy (1892–1972), Arzt, Schriftsteller, Ehrenbürger von Lembach
- Henri Mertz (1919–1999), Lehrer und elsässischer Mundartdichter